# Urrutia, Honduras
Urrutia är en ort i Honduras.   Den ligger i departementet Departamento de Francisco Morazán, i den centrala delen av landet, 80 km norr om huvudstaden Tegucigalpa. Urrutia ligger 744 meter över havet och antalet invånare är 799.
Terrängen runt Urrutia är huvudsakligen kuperad, men den allra närmaste omgivningen är platt. Urrutia ligger nere i en dal. Runt Urrutia är det ganska glesbefolkat, med 34 invånare per kvadratkilometer. Närmaste större samhälle är Orica, 10,5 km sydost om Urrutia. 